# الاتصالات في امريكا الشمالية
الاتصالات في أمريكا الشمالية تعتبر متقدمة ومتطورة للغاية. تتميز البلدان في هذه المنطقة بتوفير خدمات الاتصالات عالية الجودة وبنية تحتية متطورة. يوجد العديد من مزودي الخدمات في المنطقة، بما في ذلك شبكات الهاتف المحمول وشبكات الإنترنت السريعة. كما تتوفر خدمات الاتصالات عبر الإنترنت وتقنيات الاتصال الحديثة مثل الجيل الخامس 5G ويعتبر اختيار الطلاب الدوليين الدراسة في الولايات المتحدة واحدة من الخيارات الشهيرة بسبب جودة التعليم في الجامعات الأمريكية والبيئة التعليمية المميزة التي توفرها. عندما يصل الطلاب، يمكنهم البحث عن خدمات الاتصالات والإنترنت من خلال شركات مختلفة تقدم خطط متنوعة تتناسب مع احتياجاتهم. يمكنهم الاطلاع على مراجعات المستخدمين والمقارنة بين العروض المتاحة لاختيار الخدمة التي تلبي احتياجاتهم بشكل أفضل وأيضًا يعتبر الاختيار الدراسي للطلاب الدوليين للدراسة في الولايات المتحدة مشوقًا  وخدمات الاتصالات والإنترنت تلعب دورًا هامًا في تسهيل التواصل والوصول إلى المعلومات الضرورية خلال رحلتهم التعليمية وبسبب الفرص الواسعة التي توفرها الجامعات الأمريكية لتسهيل